# Saint-Didier-des-Bois
Saint-Didier-des-Bois település Franciaországban, Eure megyében. Lakosainak száma 895 fő (2022. január 1.). Saint-Didier-des-Bois Saint-Pierre-lès-Elbeuf községgel határos.

## Népesség
A település népessége az elmúlt években az alábbi módon változott:
| Lakosok száma | 402  | 760  | 844  | 793  | 854  | 866  | 887  | 886  | 890  | 895  |
|               | 1968 | 1982 | 1990 | 2006 | 2013 | 2015 | 2017 | 2019 | 2020 | 2022 |